# Мэллори, Люси
Люси Роуз Мэллори (англ. Lucy Rose Mallory; 14 февраля 1846 — 1920) — американская публицистка, издательница и просветительница. Дочь Аарона Роуза (Розе, англ. Aaron Rose, 1813—1899), происходившего из семьи немецких евреев и основавшего в середине 1850-х гг. город Роузбург в штате Орегон.
Мать Люси умерла при её рождении, а мачеха, появившаяся, когда девочке было чуть больше года, по воспоминаниям писательницы, обращалась с ней с поразительной жестокостью. Люси Роуз в детские годы играла с детьми индейцев, приобретя в итоге этого общения любовь к природе и ручному труду, мистический взгляд на вещи, а также став убеждённой вегетарианкой. В 14 лет, в 1860 г., по страстной детской любви вышла замуж за своего школьного учителя, Руфуса Мэллори (1831—1914), в дальнейшем орегонского политика, депутата Палаты представителей Конгресса США в 1867—1869 гг. Вместе с мужем Люси Мэллори переехала в столицу штата город Салем.
В 1874 г. открыла в Салеме школу для 45 детей — юных негров и мулатов, которых отказались учить имеющиеся в городе учебные заведения.
В 1886 г. основала две газеты — «World’s Advance Thought» и «The Universal Republic», по 8 полос каждая; фактически это было сдвоенное издание с двумя озаглавленными по-разному частями. На страницах обоих изданий Мэллори пропагандировала равноправие женщин и национальных меньшинств, гражданские свободы и инициативы, разнообразные гуманистические идеи — вплоть до единой денежной системы и единого языка для всего человечества. В газетах публиковалось особое расписание, в соответствии с которым читатели в самых разных местах могли в одно и то же время концентрировать свою психическую энергию, дабы единым усилием пожелать того или иного прогрессивного изменения в мире. Тираж изданий не превышал 3000 экземпляров, однако, по мнению позднейших исследователей, его влияние на мыслящих интеллектуалов было достаточно велико. Издательская деятельность Мэллори продолжалась до 1918 года, когда она, после смерти мужа и сына, переехала в Сан-Хосе (Калифорния).

## Люси Мэллори и Лев Толстой
Газета Мэллори «World’s Advance Thought» регулярно высылалась в Россию Льву Толстому. Люси Мэлори состояла с писателем в частой переписке. По словам Павла Ивановича Бирюкова, биографа Толстого: Люси Малори — «журналистка из американского штата Орегон, американская женщина, выдающаяся по уму и по нравственным качествам». Отрывки из статей Мэллори были размещены Толстым в пособии «Круг чтения». «Будет удивительным, — говорил Толстой, — когда в „Круге чтения“ рядом с Кантом и другими часто будет попадаться Люси Малори, неизвестная особа…»